# Ющенко Марфа Йосипівна
Марфа Йосипівна Ющенко (1902, село Яновка, тепер селище Іванівка Березівського району Одеської області — ?) — українська радянська діячка, голова колгоспу імені XVII партз'їзду Березівського району Одеської області. Депутат Верховної Ради СРСР 2-го скликання.

## Життєпис
Народилася в бідній селянській родині. Батьки рано померли, виховувалася у прийомній селянській родині. З восьмирічного віку наймитувала.
Член комсомолу з 1920 року. Працювала у власному господарстві, в кінці 1920-х років вступила до колгоспу.
У 1930—1937 роках — голова Балайчуцького споживчого товариства в селі Балайчук Березівського району Одеської області.
У 1937—1941 роках — голова Березівської районної місцевої споживчої кооперації Одеської області.
Член ВКП(б) з січня 1939 року.
Під час німецько-радянської війни була евакуйована в східні райони СРСР, працювала завідувачем молочнотоварної ферми радгоспу імені XVII партз'їзду Федоровського району Західно-Казахстанської області Казахської РСР. У липні 1944 року повернулася в Одеську область.
З 1944 року — голова правління колгоспу імені XVII партз'їзду Балайчуцької сільської ради Березівського району Одеської області.